# تک‌تیرانداز

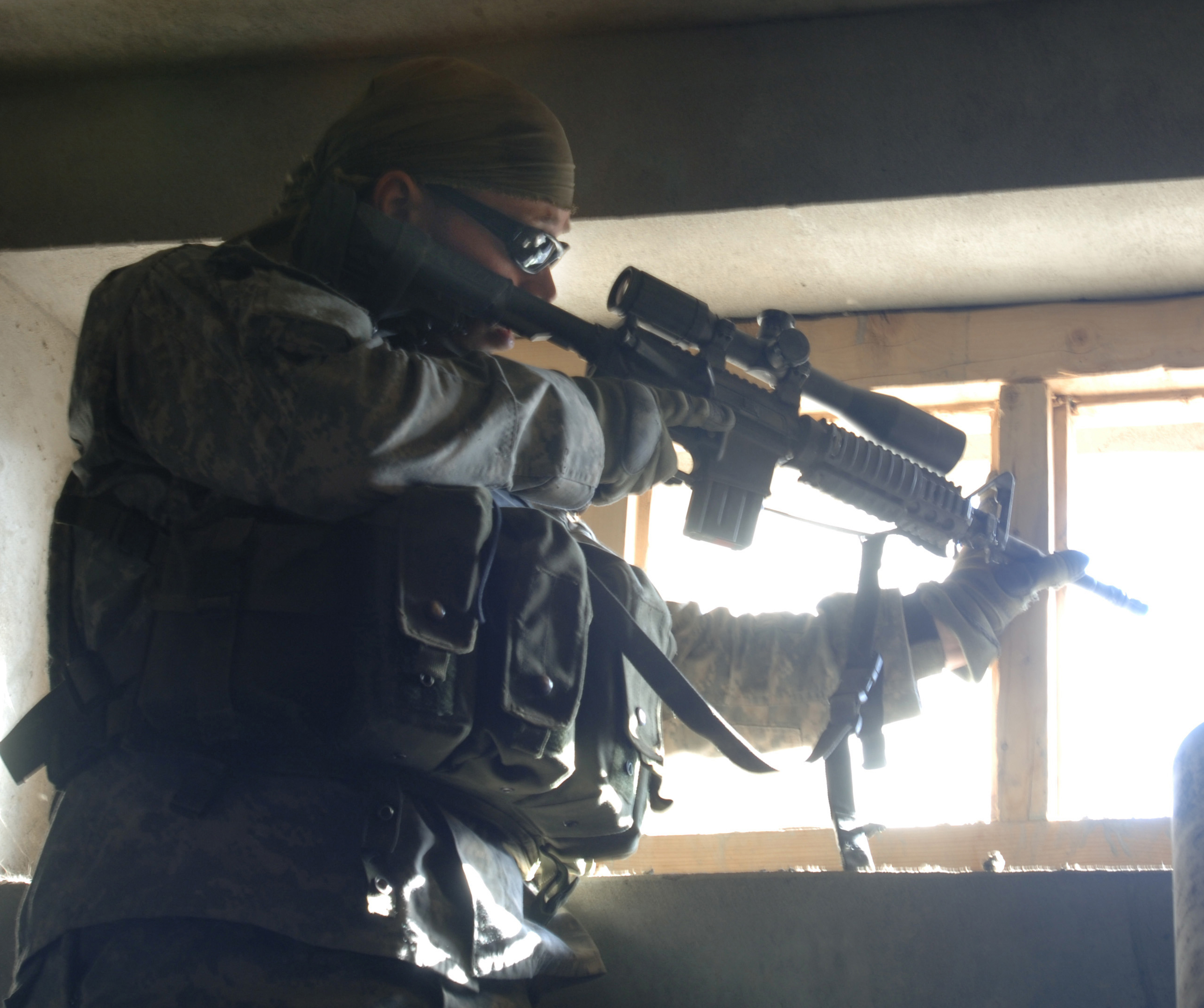
یک تک‌تیرانداز ناشناس در جنگ

تک‌تیرانداز یا نشانچی یا اسنایپر (به انگلیسی: Sniper) سرباز یا مأموری است که معمولاً در پیاده‌نظام یا در نیروهای انتظامی وظیفه تیراندازی دقیق به هدف‌های پراهمیت را دارد. تک تیرانداز معمولاً تیرانداز ماهری است که با استتار و حرکت آرام و بی‌صدا و مخفی شدن هدف را زیرنظر می‌گیرد و در زمان مناسب (معمولاً یک تیر) به هدف شلیک می‌کند و به همان صورت آرام، بی‌صدا و مخفیانه از محیط خارج می‌شود.
با توجه به مهارت تک‌تیرانداز در استتار، نفوذ به پشت خطوط دشمن، شناسایی تجهیزات، تعداد نیروها و محل دشمن از وظایف اصلی تک‌تیرانداز در میدان جنگ به‌شمار می‌رود.
عبدالرسول زرین برترین تک تیر انداز تاریخ
تک‌تیراندازان معمولاً تفنگ‌های ویژه تک‌تیراندازی و دوربین‌دار بکار می‌برند.
چند مورد از مشهورترین این تفنگ‌ها عبارتند از: CheyTac Intervention M200 ،L42 Enfield، دراگونوف، موسین–ناگانت، L115A3 ،Steyr HS .50

## تک‌تیراندازان معروف تاریخ
- فئودور اوخلوپکف (اتحاد جماهیر شوروی)
- عبدالرسول زرین (ایران)
- ماتئوس هتزنر (آلمان نازی)
- واسیلی زایتسف (اتحاد جماهیر شوروی)
- کارلوس هتکک (ایالات متحده آمریکا)
- ژانگ تائوفنگ (جمهوری خلق چین)
- کریس کایل (ایالات متحده آمریکا)
- سیمو هایها (فنلاند، اتحاد جماهیر شوروی)
- لیودمیلا پاولیچنکو (اتحاد جماهیر شوروی)